# Alexandr Mojaiski

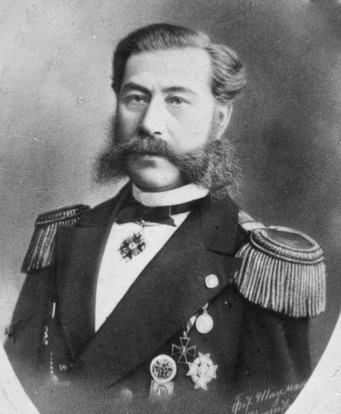
Alexandr Mojaiski

Alexandr Fiodorovici Mojaiski (în limba rusă Алекса́ндр Фёдорович Можа́йский; 21 martie (stil nou) /9 martie (stil vechi) 1825 – Rocensalm (în limba rusă Роченсальм ), azi Kotka, Finlanda — 1 aprilie  (stil nou) /20 martie  (stil vechi)  1890 Sankt Peterburg), a fost un ofițer din Marina Imperială Rusă, pionier al aviației, cercetător și proiectant în domeniul zborului cu aparate de zbor mai grele decât aerul. Mojaiski a dezvoltat concepte cu privire la zborul cu aparate mai grele decât aerul cu 20 de ani înaintea fraților Wright. În 1884, monoplanul lui Mojaiski a făcut ceea ce este considerat a fi un "salt" de 20 – 30 de metri, fiind propulsat cu ajutorul unui motor. Realizarea sa este considerată diferită de cea a fraților Wright datorită faptului că proiectul s-a bazat mai degrabă pe o rampă de lansare decât pe aripi pentru a crea portanța. Această concluzie este sprijinită de faptul că aripilor aparatului lui Mojaiski le lipsea curbura necesară pentru a genera forța portantă. Deși este posibil ca aripile monoplanului lui Mojaiski să fi încetinit mișcarea descendentă a aparatului, este imposibil ca ele să fi fost capabile să asigure mișcarea în sus, în condițiile lipsei unghiului de atac specific aripilor moderne și, de asemenea, a lipsei unui motor care să asigure o forță de tracțiune corespunzătoare. Deși propagandiștii sovietici au accentuat în mod deosebit rolul lui Mojaiski în istoria aviației, afirmând că saltul său a fost primul zbor mecanic, realizările lui Mojaiski au fost cele posibile la timpul său, în special în domeniile propulsiei și controlului zborului, fiind limitate de tehnologiile disponibile la momentul respectiv.